# Fetch the Bolt Cutters
Fetch the Bolt Cutters är ett musikalbum av Fiona Apple som utgavs i april 2020. Det hade då dröjt åtta år sedan hennes senaste studioalbum The Idler Wheel Is Wiser Than the Driver of the Screw and Whipping Cords Will Serve You More Than Ropes Will Ever Do. Albumet hyllades för sin unika ljudbild och för sina på en gång arga, sorgsna men också komiska texter. Apple har beskrivit att albumet dels handlar om befrielse från personliga fängelser och hennes olika relationer till kvinnor och män som passerat i hennes liv. Pitchfork utdelade sitt högsta betyg 10/10 till albumet. Albumet nådde plats 4 på amerikanska albumlistan Billboard 200.

## Låtlista
(låtarna komponerade av Fiona Apple där inget annat anges)
1. "I Want You to Love Me" - 3:57
2. "Shameika" - 4:08
3. "Fetch the Bolt Cutters" - 4:58
4. "Under the Table" - 3:21
5. "Relay" - 4:49
6. "Rack of His" - 3:42
7. "Newspaper" - 5:32
8. "Ladies" (Musik av Sebastian Steinberg och Davíd Garza) - 5:25
9. "Heavy Balloon" - 3:26
10. "Cosmonauts" - 3:59
11. "For Her" - 2:43
12. "Drumset" - 2:40
13. "On I Go" - 3:09